# Andrzej Grabarczyk (lekkoatleta)
Andrzej Grabarczyk (ur. 12 stycznia 1964 w Poddębicach, zm. 17 lipca 2016 w Łodzi) – polski lekkoatleta, olimpijczyk.

## Kariera sportowa
Zawodnik specjalizujący się w trójskoku. Reprezentował barwy Włókniarza Aleksandrów Łódzki, Startu Łódź, Gryfu Słupsk i Zdrowia-MOSiR Piła.

### Osiągnięcia
Dwukrotny uczestnik igrzysk olimpijskich. W 1988 w Seulu nie uzyskał minimum kwalifikacyjnego i z wynikiem 16,24 m odpadł z konkurencji, jeszcze słabiej wystartował w 1992 w Barcelonie, gdzie uzyskał wynik 15,79 m i również odpadł w kwalifikacjach. Uczestnik mistrzostw świata w 1991 (zajął 12. miejsce), mistrzostw Europy 1990 (6. miejsce), halowych MŚ 1989 (7. miejsce) i 1991 (11. miejsce), halowych ME 1989 (6. miejsce) i 1990 (6. miejsce). Sześciokrotnie reprezentował Polskę w meczach międzypaństwowych.
Trzykrotny mistrz Polski w trójskoku (1988, 1990, 1991) i czterokrotny w hali w skoku w dal (1991) i trójskoku (1989, 1990, 1991).

### Rekordy życiowe
- trójskok – 17,00 m (12 lipca 1991, Kielce) – 8. wynik w historii polskiej lekkoatletyki[2] oraz 17,14 m (10 czerwca 1990, Łódź) – wynik uzyskany przy zbyt silnym, sprzyjającym skoczkowi wietrze o prędkości +2,4 m/s[2]. Aby wynik został uznany za oficjalny wiatr nie może przekroczyć prędkości +2,0 m/s.
- skok w dal – 7,65 m (1990)